# الحجر (المضاربة والعارة)

تعديل مصدري - تعديل

الحجـر هي إحدى قرى عزلة المضاربة بمديرية المضاربة والعارة التابعة لمحافظة لحج، بلغ تعداد سكانها 135 نسمة حسب تعداد اليمن لعام 2004.